# Leucoma flavosulphurea
Leucoma flavosulphurea is een vlinder uit de familie spinneruilen (Erebidae), onderfamilie donsvlinders (Lymantriinae). De wetenschappelijke naam van deze soort is voor het eerst geldig gepubliceerd in 1872 door Erschoff.
De soort komt voor in tropisch Afrika.